# 樫尾忠雄
樫尾 忠雄（かしお ただお、1917年（大正6年）11月26日 - 1993年（平成5年）3月4日）は、日本の実業家。カシオ計算機の創業者である。

## 経歴
高知県長岡郡久礼田村（現・南国市）出身。1923年に一家で東京に移り、旋盤工を皮切りに機械・道具製作の道に進む。その間に早稲田工手学校（現・早稲田大学）にも在籍した。
1946年、東京都三鷹市に樫尾製作所を創業。すぐ下の弟である俊雄が逓信省を退官して参加。俊雄の考案した「指輪パイプ」（喫煙補助具）がヒットしてできた資金を元に電気式計算機の開発を開始、俊雄の弟である和雄と幸雄も加わって1957年に商品化に成功し、同年カシオ計算機が設立される（初代社長は忠雄ら兄弟の父である樫尾茂(1898〜1986)）。1960年5月に社長に就任。
カシオ計算機は電子式計算機の導入には後れを取ったが巻き返し、1960年代後半には日本国外にも販路を広げた。1972年、世界初のパーソナル電卓「カシオミニ」を当時としては革命的な1万円台で発売しスマッシュヒットを記録。電卓メーカーとしての地位を不動のものにした。
カシオ計算機はその後もG-SHOCK、カシオトーン、カシオトロン、ペラなどの製品を次々と世に送り出した。
1988年に相談役となる。日本経済新聞に兄弟との日々をつづった私の履歴書を連載、のちに「兄弟がいて」の題名で単行本化された。
1993年3月4日死去。

## 親族
長兄の忠雄を含めた4人の兄弟でカシオ計算機を創業。他の3人は俊雄（元名誉会長）・和雄（元会長）・幸雄（特別顧問）である。
2015年よりカシオ社長を務める樫尾和宏は和雄の子息で、忠雄の甥に当たる。